# Blackout Tuesday

Le 2 juin 2020, un carré noir est massivement partagé sur les réseaux sociaux dans le cadre du Blackout Tuesday.

Le Blackout Tuesday est un mouvement collectif planifié par des acteurs de l'industrie musicale et étendu aux réseaux sociaux pour protester contre le racisme et les violences policières, en réaction au meurtre de George Floyd et à la relance du mouvement Black Lives Matter. Les entreprises et les individus participent de différentes manières.

## Industrie musicale
Le 2 juin 2020, une action est organisée en réponse aux morts de George Floyd, Ahmaud Arbery et Breonna Taylor par les dirigeants musicaux Brianna Agyemang et Jamila Thomas (directrice principale du marketing chez Atlantic Records). Les entreprises participantes sont encouragées à s'abstenir de diffuser de la musique et de réaliser des opérations commerciales,,.
Spotify annonce ajouter 8 minutes et 46 secondes de silence à certains podcasts et listes de lecture de la journée, durée pendant laquelle le genou de Derek Chauvin fut appuyé contre le cou de George Floyd.

## Réseaux sociaux
Sur les réseaux sociaux Twitter, Facebook et Instagram, de nombreux internautes publient des images entièrement noires et certains remplacent leur photo de profil par une image noire,,,,,.